# The Single Factor
The Single Factor – album brytyjskiej grupy Camel wydany w 1982 roku. Jest to pierwszy album zespołu na którym nie wystąpił Andy Ward. Gościnnie w nagrywaniu the Single Factor brał udział były członek Camel – Peter Bardens. Gra on na instrumentach klawiszowych w utworze „Sasquatch”.

## Lista utworów
1. „No Easy Answer” (2:55) (Latimer)
2. „You Are the One” (5:20) (Latimer)
3. „Heroes” (4:47) (Hoover, Latimer)
4. „Selva” (3:30) (Latimer)
5. „Lullabye” (0:55) (Latimer)
6. „Sasquatch” (4:40) (Latimer)
7. „Manic” (4:24) (Hoover, Latimer)
8. „Camelogue” (3:41) (Hoover, Latimer)
9. „Today's Goodbye” (4:04) (Hoover, Latimer)
10. „A Heart Desire” (1:11) (Hoover, Latimer)
11. „End Peace” (4:00) (2:55) (Latimer, Philips)

## Muzycy
Opracowano na podstawie materiału źródłowego.
- Andy Latimer – gitara, pianino, śpiew
- Graham Jarvis – perkusja
- Peter Bardens – instrumenty klawiszowe, mini moog
- David Paton – gitara basowa, śpiew
- Chris Rainbow – śpiew
- Dave Mattacks – perkusja
- Haydn Bendall – instrumenty klawiszowe
- Duncan Mackay – instrumenty klawiszowe
- Simon Phillips – perkusja
- Francis Monkman – instrumenty klawiszowe
- Anthony Phillips – instrumenty klawiszowe
- Tristan Fry - glockenspeil
- Jack Emblow – akordeon